# トラブル・マリッジ カレと私とデュプリーの場合
『トラブル・マリッジ カレと私とデュプリーの場合』（You, Me and Dupree）は、2006年のアメリカ映画。

## ストーリー
ハワイで式を挙げたモリーとカールは新婚生活を夢見ていたが、カールの親友ランディが家と仕事を失い、二人の新居に居候を始めた。

## キャスト
※括弧内は日本語吹替
- ランドルフ（ランディ)・デュプリー - オーウェン・ウィルソン（落合弘治）
- モリー・ピーターソン - ケイト・ハドソン（落合るみ）
- カール・ピーターソン - マット・ディロン（咲野俊介）
- トンプソン社長 - マイケル・ダグラス（水内清光）
- ニール - セス・ローゲン（髙階俊嗣）
- トシ - ラルフ・ティン
- アニー - アマンダ・デトマー
- マーク - ビル・ヘイダー
- トニー - トッド・スタシュウィック
- ランス・アームストロング